# Hold On to Now
A Hold On to Now az ausztrál Kylie Minogue 3. kimásolt kislemeze a Tension című stúdióalbumról. A dal 2023. október 30-án jelent meg a BMG Rights Management, és Minogue Darenote nevű kiadójával közösen. A dalt a kiadó november és december között különféle digitális platformokon terjesztette, valamint megjelent kislemezen is. A dalt Minogue Jon Green, Duck Blackwell producerekkel együtt írta, valamint közreműködött régi munkatársa Richard "Biffco" Stannard is. A "Hold on to Now" az egyik első dal volt, mely elkészült az albumra, és Minogue készítette elő, amikor elküldött egy mintadallamot Stannard részére.
Minogue a "Hold on to Now"-t az egyik kedvenc dalának tartja az albumról. Ez egy szintetizátor által vezérelt dal elektronikus zenei elemekkel, és gospel szekciókkal a House Gospel Choir közreműködésével. A dal szövege Minogue vágyát szólítja meg, hogy egzisztenciális kérdéseket tegyen fel, és válaszokat keressen. A dalt a zenekritikusok dicsérték, Minogue énekhangja, dalszerzői készségei és általános produkciós minősége miatt. Egyes kritikusok a svéd énekesnő Robyn munkájához hasonlították. A dal a 2024-es APRA Music díjkiosztón az év dala kategóriába is bekerült. 
A dal a hivatalos megjelenés előtt felkerült a slágerlistára Ausztráliában, Németországban, Új-Zélandon, az Egyesült Királyságban, és az Egyesült Államokban is. A dal az Egyesült Királyságban a 18. legkelendőbb kislemez volt 2023-ban. A dal népszerűsítésére Minogue feltöltött egy dalszöveges videót a YouTube csatornájára, valamint különféle albumvizualizálókat, amelyek az album megjelenésével egy napon debütáltak. Minogue a dalt számos élő rendezvényen előadta, beleértve a Mora That Just a Residency showműsort a nevadai Las Vegasban. 

## A dal összetétele
Minogue 2022-ben kezdett el új dalokon dolgozni.  A szünetekben meglátogatta barátját, és régi munkatársát Richard "Biffco" Stannardot, és elkezdtek együtt dolgozni. Stannard szerint csak hangokkal kísérleteztek, és kezdetben nem terveztek albumot kiadni. A közös munka előtt Minogue egy dallamot küldött át Stannardnak, egy "na-na-na" dallamot. A projekthez csatlakozott Duck Blackwell producer is, valamint megkértek egy multiinstrumentalistát, hogy csatlakozzon hozzájuk, majd a közös munka eredményeként megszületett a dal.
Blackwell elmondta, hogy Minogue és Biffco nagyon barátságosak voltak, és szinte azonnal megosztotta velük személyes történeteit, melyből megszületett a "Hold on to Now" című dal.  Blackwell és Biffco a dalok megírásában is közreműködtek. A felvételeket a brightoni Biffco Stúdióban, a bermondsey-i The Pool Stúdióban, valamint a Melbourne-i Infinity Disco Studióban készítették. Ben Loveland volt a hangmérnök, James Pinfield-Wells pedig segítségére volt. Minogue további tervekkel állt elő, Guy Massey pedig a dal keverésében vett részt. A dalban a House Gospel Choir is közreműködött Natalie Maddix vezetésével.
A "Hold On to Now" című dal egy 3 perc 58 másodperces, szintetizátorral vezérelt dal, elektronikus zenei elemekkel, amely h-moll hangnemben íródott. Michael Cragg (Crack) szerint a dal hangzása szintetizátoros, míg Neil Z. Young (AllMusic) úgy írja le, mint "bátorító felemelkedést", a szikrázó és örömteli kórussá építkezve az intergalaktikus szintetizátorok csúcsán, és a finom New-Order-szerűségen. Vera Maksymiuk (Riff) szerint a dal szuper feltöltött basszusvonalat és éteri szintetizátorokat tartalmaz, miközben megnyugtat minket arról, hogy "örökké" táncolunk.
Egyes kritikusok Robyn svéd énekesnőhöz hasonlították a hangzást. A Financial Times írója Ludovic H unter-Tilney a dalt "eufórikus elektronikus popként" jellemezte, a melankólia robyn-szerű árnyalatával együtt. Harry Tafoya (Pitchfork) a dalt "Robyn"-ként írta le. A PinkNews szerkesztője Marcus Watten úgy jellemezte a dal hangzását, mint egy "kis égi húgot" a 2020-as "Say Something" című kislemezéhez, megszórva Robyn 2018-as "Honey" című dalával közösen.
A dalszövege Minogue vágyairól szól, hogy egzisztenciális kérdéseket tegyen fel, és válaszoljon meg. Az Apple Music ismertetőjében Minogue elmagyarázta a dal szövegi folyamatát, mondván: "De ez a keresésről szól – amikor annyira elfoglalt a válaszok keresése, elfelejt a jelenben lenni. Ez az, ami nekem beszél". Minogue a Zach Sang Show egyik podcast epizódjában azt is kijelentette, hogy a "Hold On to Now" sokkal "kifejezőbb" mint az album többi dala. Annabel Ross, a The Sydney Morning Herald munkatársa szerint a dal egy "csillogó power ballada", amely amely eléri az elviselhető schmaltz felső határát. Ross úgy értelmezte a szöveget, hogy Minogue magányos, és valami értelmesebbet keres.

## Megjelenések
2023. október 30-án a BMG Rights Management, és Minogue kiadója, a Darenote, közösen megjelentették a "Hold On to Now" című dalt az olaszországi platformokon, majd később a kislemez bővített változatát a digitális platformokon keresztül terjesztették az "Extension (The Extended Mixes)" című bővített változatokat tartalmazó album népszerűsítésére. Az eredeti változatot öt formátumban is népszerűsítették, digitálisan és a streaming platformokon keresztül november 2-án, a dal két mixével együtt, egy CD kislemezzel, és egy kazettával, november 20-én, valamint december 8-án egy 7 incshes kislemezzel, beleérte a dal extended változatát is. A megjelenés előtt Minogue bejelentette a dalt, és annak megjelenését is. A borítót a Studio Moross készítette, mely az album képei alapján készült.

## Kritikák
A dal pozitív kritikákat kapott a zenekritikusoktól, és Minogue egyik kedvenc dala az albumról.  Neil Z. Young az AllMusic munkatársa az album egyik csúcspontjának írta le a dalt. Hannah Mylrea a Rolling Stonetól egy "késő esti csillogás"-nak írja le, és Minogue 2010-es Get Outta My Way című dalához hasonlítja, mert ugyanazt az ujjongást sugározza. Az NME munkatársa Nick Levine szerint a dal olyan érzést kelt, mintha egy vidám utódja lenne a 2010-es "Say Something" című dalának, és a konfetti kitörésének hangzásbeli megfelelőjének írja le a dalt. A Medium weboldal szerint a dalnak gyönyörű csillagászati hangzása van, amely felfelé szárnyal, ahogy a szintetizátorok hangja, és a kórus feltör. A zenei szerkesztő Bryget Chrisfield "szomorú táncparketten dübörgő" dalként jellemezte.
Alexa Camp, a Slant Magazine-tól "könnyűnek és himnikusnak" nevezte, hozzátéve, hogy a dal Minogue korábbi kiadásainak "vénája" volt, köztük a 2010-es All the Lovers és a 2014-es "Into the Blue" című dalok. Camp azt is kijelentette, hogy Minogue énekhangja „perkolizó szintetizátorok felhőjén hangzik, amelyet egy gospel kórus és egy szárnyaló gitárszóló támogat. A Variety magazintól, Todd Gilchrist dicsérte a dal zenei irányítását és produkciós minőségét, és azt írta, hogy „úgy érzi, hogy egy felejthetetlen esti végi zenei fesztivál ráadás született, kiegészítve egy gospel kórussal Minogue kíséretében.
Marcus Watten (PinkNews) a dalt a negyedik legjobb dalnak minősítette az albumon, míg Andrew Ryce a Resident Advisor munkatársa az album "carpe diem pean"-jaként jellemezte. Katherine St. Asaph (Stereogum) szintén ragyogóan beszélt a dalról, és kijelentette, hogy a dal a legbiztosabb fogadás: egy popdallam arpeggiált, csillogó crescendoja, amely arról szól, hogy az egyik pillanatról a másikra átvészeljük a nehézségeket. A "legkomolyabb anyagú dalnak"-nevezte, és arra a következtetésre jutott, hogy szinte tökéletes tizenegyedik órás albumszám lenne bárki kezében. A dal az év dala kategóriájában is bekerült a 2024-es APRA Zenei díjátadón.

## Kereskedelmi sikerek
A "Hold On to Now" a hivatalos megjelenés előtt a 21. helyen debütált az Új-Zélandi Hot Singles kislemezlistán, és egy hétig ott is maradt. Ausztráliában a dal a Digital Track lista 24. helyére került, és a harmadik első helyezést elért kislemeze  lett az albumról, mely az Australian Independent Records Association (AIR) független kislemezlistájának élére került. Németországban a dal a 65. helyen szerepelt.
Az Egyesült Királyságban a dal egy hetet töltött a 81. helyen az Egyesült Királyság kislemezlistáján, valamint a 3. helyezést érte el a Single Sales listán. A 17. lett a Singles download listán, és a 36. az Independent kislemezlistán. Amikor a dalt kislemezen is megjelentették, a 2. helyet érte el a Physical Singles listán, és a harmadik volt a Vinyl singles kislemezlistán. 2023 végére ez volt a 18. legkelendőbb bakelit kislemez az Egyesült Királyságban. Az Egyesült Államokban a dal a 32. helyet érte el a Dance/Electronic Songs listán, és a 10. helyezést a Dance/Electronic Digital Songs listán.

## Promóció
2023. szeptember 22-én Minogue YouTube csatornáján megjelent a dal dalszöveg-videója, az album egyéb információival együtt. A videóban Minogue egy neofuturisztikus szobában ül, és a videóban szereplő dal szövegét énekli. A dal további népszerűsítése érdekében Minogue 2023 szeptemberében a Radio 2 in the Parkban tartotta a dal elő élő bemutatóját. Shaun Curran az öt csillagból négyre értékelte az előadást. Minogue még ugyanebben a hónapban előadta a dalt a londoni O2 Shepherd's Bush Emire egyszeri bemutatóján.  A dal szerepel a Las Vegas-i rezidensműsorának, a More Than Just a Residency játszási listájában is.

## Számlista
Digitális/7"inch kislemez
1. "Hold on to Now" – 3:57
2. "Hold on to Now (extended mix)" – 5:28

Trance Wax single
1. "Hold on to Now (Trance Wax Remix)" – 3:22
2. "Hold on to Now" – 3:57

## Slágerlista
| Slágerlista (2023)                        | Legjobb helyezés |
| ----------------------------------------- | ---------------- |
| Australia Digital Tracks (ARIA)           | 24               |
| Australia Independent (AIR)               | 1                |
| Germany Download (Official German Charts) | 65               |
| New Zealand Hot Singles (RMNZ)            | 21               |
| Egyesült Királyság (UK Singles Chart)     | 81               |
| Egyesült Királyság (UK Indie Chart)       | 36               |
| US Hot Dance/Electronic Songs (Billboard) | 32               |

| Slágerlista (2023)     | Helyezés |
| ---------------------- | -------- |
| UK Vinyl Singles (OCC) | 18       |